# Krbela Mala
Koordinati:   43°39′38″N, 15°54′13″E
Krbela Mala je nenaseljen otoček šibeniškega arhipelaga v srednji Dalmaciji; pripada Hrvaški.
Otoček leži okoli 2 km jugovzhodno od Zlarina med Velo Krbelo in  Rakitanom. Njegova površina meri 0,046 km². Dolžina obalnega pasu je 1,09 km. Najvišja točka na otočku doseže višino 17 mnm.